# MS2 تگ کردن به روش
تگ کردن به روش MS2 در واقع تکنیکی بر پایه میانکنشهای طبیعی پروتئین پوششی که باکتریوفاژ MS2 را در بر می‌گیرد، با ساختار حلقه-ساقه(stem-loop) از ژنوم فاژی است که در جهت تخلیص بیوشیمیایی کمپلکسهای RNA-Protein می‌باشد. همچنین جهت تشخیص RNA در سلولهای زنده می‌توان آن را با GFP یا همان Green florescent protein کونژگه کرد و استفاده نمود. اخیراً از این تکنیک در جهت مانیتور کردن حضور RNA در سلول زنده، در محل رونویسی یا به صورت ساده‌تر بررسی تغییرات در تعداد RNAهای سیتوپلاسم استفاده کرده‌اند.تحقیقات نشان داده‌اند که بیان در سلولهای پروکاریوتی و یوکاریوتی به صورت منقطع و انفجاری رخ می‌دهد که فواصل میان آنها نامنظم می‌باشد.
Rna تک رشته‌ای است که از روی DNA که در هستهٔ سلول‌ها است کپی شده‌است.

## فرایند
با ساخت یک RNA و الگویی را برای آن طراحی می‌کنیم که تشکیل یک ساختار حلقه-ساقه دهد. این عمل را با اضافه کردن کپی‌هایی از توالی MS2 متصل شونده به RNA را در بخش‌های غیر کد کننده آغاز می‌کنیم.